# چنگ هوی
چنگ هوی (انگلیسی: Cheng Hui؛ زادهٔ ۲۳ دسامبر ۱۹۷۲) ورزشکار هاکی روی چمن اهل چین است.
وی در مسابقات کشوری و بین‌المللی در مجموع برندهٔ ۲ مدال نقره شده است.